# Наша прошлост
Наша прошлост је научни часопис који издају Народни музеј Краљево и Историјски архив Краљево. Први број часописа је изашао 1964. године. У часопису се првенствено објављују радови о темама из регионалне прошлости краљевачког краја.

## Покретање часописа и прва деценија његовог постојања
Часопис Наша прошлост основан је 1964. године, залагањем Мирољуба Спасојевића, тадашњег директора Историјског архива Краљево. Први број је штампан у јануару 1964. године, у издању Историјског архива и Друштва историчара среза Краљево. Циљ покретања оваквог часописа је била потреба да се на једном месту обједине радови из регионалне историје, што би потом била полазна тачка за настанак научних монографија о Краљеву, Крушевцу, Новом Пазару, Чачку и осталим местима која су улазила у састав среза чији је центар било Краљево. Међутим, издавање часописа је било привремено обустављено већ након првог броја, јер су радници архива тада били ангажовани и на другим пројектима. Први прекид у излажењу часописа је потрајао од 1965. до 1966. године.
Након укидања Краљевачког среза 1967. године формирана је општина Краљево. То се одразило и на ширину тема које су обрађиване у Нашој прошлости. Године 1967. и 1968. Историјски архив Краљево објавио је Нашу прошлост као два двоброја са поднасловом Историјска ревија, обогаћену црно-белим фотографијама и илустрацијама. За часопис су писали и тадашњи и потоњи професори универзитета, међу којима су били Богумил Храбак, Гојко Десница, Коста Милутиновић, Бранко Бошковић и др. Међутим, главни проблем са којим се часопис и даље суочавао је био недостатак довољног броја образованих кадрова у институцијама културе. Због тога је Наша прошлост у периоду од 1969. до 1974. године излазила двогодишње, упркос томе што је поднаслов часописа био Годишњак.
Часопис Наша прошлост је био забрањен 1975. године. Разлог за забрану је био приказ књиге групе аутора Нови Пазар и околина, који је написао Вукман Ћулафић. У овом приказу он је оспорио тврдње аутора књиге да је муслиманско становништво чинило све да заштити Србе од Немаца током Другог светског рата, додајући да је већина Муслимана Немце дочекала као ослободиоце. Окружни суд у Краљеву је стога донео одлуку о забрани часописа, позивајући се на штету коју би овакви текстови имали на братство и јединство југословенских народа. Поред одлуке о забрани, суд је тражио и уништење свих примерака овог броја Наше прошлости.

## Обнова часописа
Излажење часописа Наша прошлост обновљено је 1986. године, и то као заједничког издања Народног музеја Краљево и Историјског архива Краљево. Успостављена је и традиција по којој су директори ове две установе били издавачи, а до 2008. и одговорни уредници. Нова серија часописа је носила поднаслов Зборник радова Народног музеја и Историјског архива. У овој серији је изашло укупно 5 бројева: 1/1986, 2/1987, 3/1988, 4/1989. и након двогодишњег прекида 5/1992. Повод за обнову часописа су била два јубилеја: 35 година рада Народног музеја и 25 година рада Историјског архива. Прва три броја часописа су била објављена без помоћи било код СИЗ-а за културу. Како би се резултати истраживања приближили и страним истраживачима, додати су и резимеи радова на енглеском и на руском језику. Од другог броја усталила се пракса писања резимеа само на енглеском језику. Радови су се односили на историју, археологију, историју уметности, етнологију, архивистику и конзервацију, а акценат је поново био на регионалним темама. Пети број у овој серији је био издат са закашњењем због све чешћег недостатка финансијских средстава. Управо из овог разлога настао је нови прекид у издавању часописа, који је трајао од 1993. до 2004. године.

## ЧасописНаша прошлостданас
Иницијативом директора Народног музеја Драгана Драшковића и директора Историјског архива Радомира Ристића часопис Наша прошлост је поново обновљен 2005. године. Одлучено је да се настави нумерација из 1986. године, тако да је нови број часописа изашао под редним бројем 6. Часопис је након поновне обнове следио и најновија визуелно-техничка решења: био је већег формата и садржао је фотографије у боји. У овом периоду Наша прошлост достиже свој зенит и у садржајном и у визуелном смислу. Радови објављени у часопису су сврстани у три целине: Расправе и чланци, Прилози и Прикази. Раније обрађиваним темама придодате су и оне из области музеологије, нумизматике, палеонтологије и физичке антропологије. Идеја уредника је била да у часопису буду објављени радови најпознатијих и најискуснијих истраживача, али и њихових младих колега који су тек започињали своје научне каријере. Захваљујући све широј листи сарадника часопис је 2008. године категоризован вредношћу М53 у оквиру Листе часописа у области друштвених наука. Од 2011. године Наша прошлост добија међународну редакцију. Чланови Уређивачког одбора постају: проф. др Катрин Орел, француска историчарка, директорка истраживања у Националном центру за научна истраживања при париском универзитету, стручњак за средњу Европу и ауторка више значајних дела, која предаје у Паризу, Стразбуру и Будимпешти; проф. др Алексис Савидис, грчки византолог; др Михаела Симион, запослена у Националном историјском музеју Румуније; др Врбан Николаев Тодоров, доцент на Универзитету за националну и светску економију у Софији.
Одласком у пензију Радомира Рашића, а потом и сменом Драгана Драшковића са места директора Народног музеја дошло је до петог и последњег прекида у излажењу Наше прошлости, 2016. године. Иницијативом Дарка Гучанина, новог директора Народног музеја, и уз подршку колектива, 24. јуна 2019. године на седници Управног одбора Музеја донето је решење о формирању нове редакције часописа. Једини уредник часописа је постала Татјана Михаиловић, музејски саветник Народног музеја Краљево: Поред ње су у састав уређивачког одбора ушли и: др Драган Војводић, редовни професор Филозофског факултета у Београду, дописни члан САНУ, Семинар за средњовековну уметност; др Мирослав Вујовић, ванредни професор Филозофског факултета у Београду, Катедра за класичну археологију; др Никола Крстовић, доцент Филозофског факултета у Београду, Семинар за музеологију и херитологију; др Владета Петровић, научни сарадник Историјског института у Београду; др Коста Николић, научни саветник Института за савремену историју у Београду, етнолог др Марко Стојановић, музејски саветник Етнографског музеја у Београду и по први пут биолог, др Зоран Марковић, музејски саветник Природњачког музеја у Београду. Двоброј обновљене Наше прошлости 17/18 изашао је 2020. године.
Часопис Наша прошлост је у периоду од 2005. до 2015. године, поред запослених у Историјском архиву и Народном музеју, окупио радове преко 80 научника из 39 других установа, из Србије и иностранства. Међу њима су три члана САНУ, 26 запослених на институтима, 17 запослених на факултетима, 20 запослених у музејима, осам запослених у архивима, два запослена у библиотекама, два запослена у Заводима за заштиту споменика културе, један запослен у Заводу за унапређење образовања и васпитања и један запослен у Заводу за заштиту природе Србије.

## Уредници
- Мирољуб Спасојевић (1964; 1967-1968; 1969-1974)
- Благомир Бишевац и Милорад Михаиловић (1986)
- Радомир Ристић и Милорад Михаиловић (1987)
- Радојица Ћирић и Милорад Михаиловић (1988-1989; 1992)
- Радомир Ристић и Драган Драшковић (2005-2015)
- Весна Милојевић и Дарко Гучанин (2020-)[8]